# Épisodes d'Ewoks
Cet article présente la liste des épisodes de la série d'animation Ewoks.
Les épisodes sont classés par ordre de chronologique, correspondant au déroulement de l'histoire de la série.